# Corey Harris (Musiker)

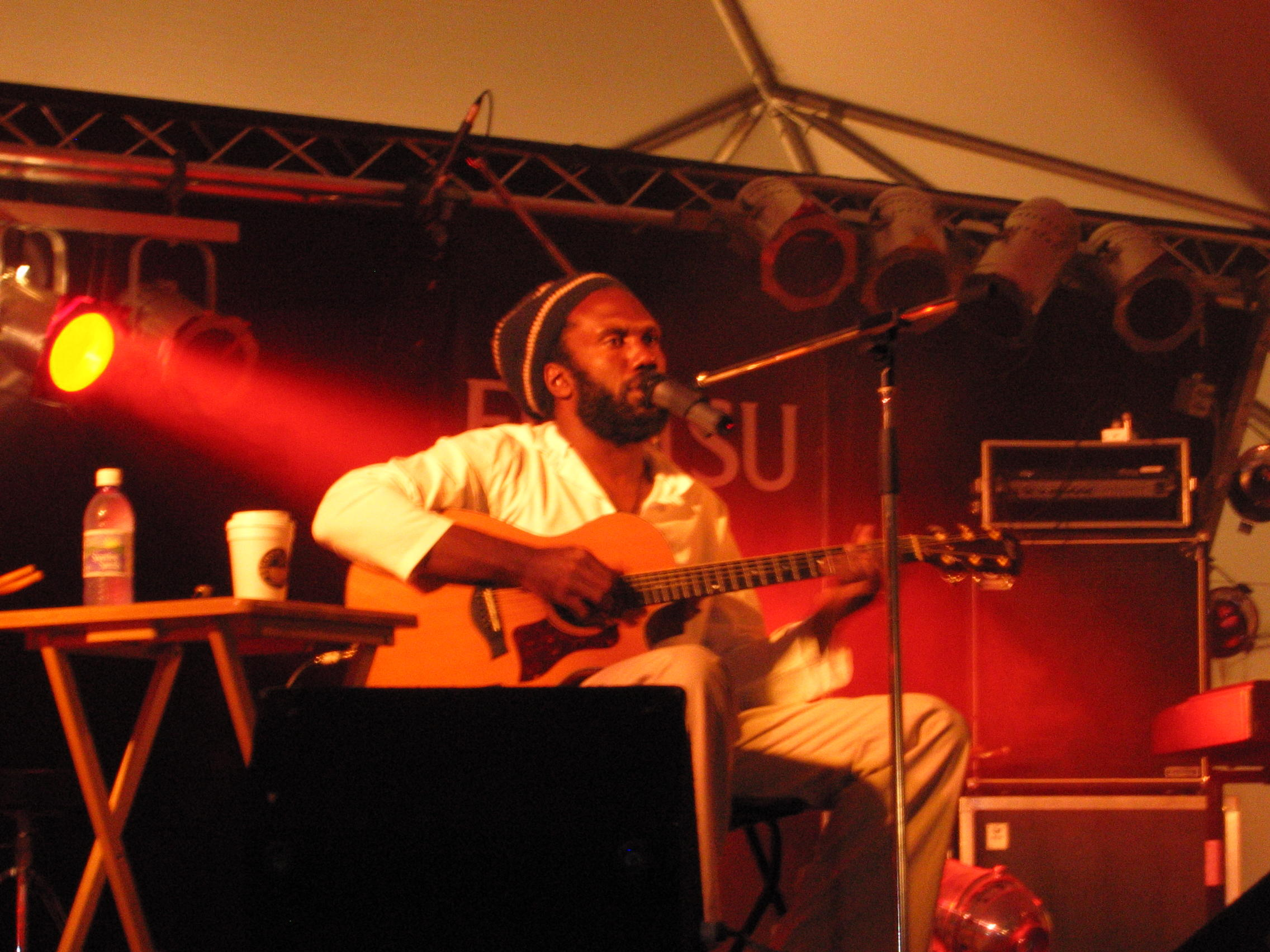
Corey Harris

Corey Harris (* 21. Februar 1969 in Denver, Colorado) ist ein US-amerikanischer Blues- und Reggae-Gitarrist, Sänger und Songschreiber.
Als Schüler spielte Harris in einer Rock-’n’-Roll-Band die Gitarre. In Maine erwarb er einen Abschluss in Anthropologie. Anschließend studierte er in Kamerun afrikanische Sprachen und begeisterte sich für die ursprüngliche afrikanische Musik.
Er arbeitete als Sprachlehrer in Louisiana und machte in seiner Freizeit Musik im nahen New Orleans. 1995 erschien sein erstes Album Between Midnight and Day, das begeistert aufgenommen wurde.
1998 arbeitete Harris mit Billy Bragg und Wilco am Album Mermaid Avenue. 2000 begann er, mit dem Pianisten Henry Butler zusammenzuarbeiten – Resultat war das Album Vü Dü Menz.
2003 nahm Harris mit Bobby Rush, Sam Carr sowie Shardé Thomas, der 12-jährigen Enkelin von Othar Turner, und der „Rising Star Fife and Drum Band“ das Album Mississippi to Mali auf.
Im Film Feel Like Going Home (2003) von Martin Scorsese besucht Harris den afrikanischen Musiker Ali Farka Touré in Mali – der amerikanische Blues trifft seine afrikanischen Wurzeln.

## Auszeichnungen
Harris trägt Ehrendoktorwürden des Bates College, 2007 war er MacArthur Fellow.

## Diskografie
- Between Midnight and Day (1995)
- Fish Ain’t Bitin’ (1997)
- Greens From the Garden (1999)
- Vü Dü Menz (2000)
- Live At Star Hill 01/27/01  (2001)
- Downhome Sophisticate (2002)
- Mississippi to Mali (2003) Living Blues Award 2004 Best Album
- Daily Bread (2005)
- Zion Crossroads (2007)
- Blu.Black  (2009)
- Live! From Turtle Island (2013)